# Macedonia-Tracja
Administracja Macedonia-Tracja (nwgr. Αποκεντρωμένη Διοίκηση Μακεδονίας – Θράκης) – jedna z 7 jednostek administracyjnych Grecji, wprowadzona 1 stycznia 2011.
W skład administracji Macedonia-Tracja wchodzą: region Macedonia Środkowa oraz region Macedonia Wschodnia i Tracja.